# Chiesa di Santa Caterina a Formiello
La chiesa di Santa Caterina a Formiello è una chiesa monumentale di Napoli sita in piazza Enrico De Nicola, adiacente alla porta Capuana e al Castel Capuano.
Di stampo rinascimentale, si tratta di una delle chiese dalle forme architettoniche più interessanti della città.

## Storia
L'attuale complesso sorge su di una precedente e più piccola chiesa dedicata a Santa Caterina d'Alessandria, vergine e martire, costruita sul finire del Quattrocento assieme all'annesso convento affidato inizialmente al governo dei frati celestini. La chiesa era sin da subito detta a formiello (dal latino ad formis, ossia presso i condotti, presso i canali) in quanto nei suoi pressi penetrava in città l'antico acquedotto della Bolla, acquedotto che fu poi totalmente sostituito verso la fine del XIX secolo dall'attuale in uso, quello di Serino. L'intero complesso religioso insisteva nella zona limitrofe orientale della città, a ridosso di porta Capuana e Castel Capuano, comunque entro la nuova cinta muraria aragonese che allargava lo spazio urbano antico.
La chiesa custodisce sin dalla sua fondazione le reliquie appartenenti ai celebri Martiri d’Otranto, uccisi dai Turchi il 14 agosto 1480 per non aver rinnegato la propria fede. Alfonso II di Napoli, duca di Calabria, traslò a Napoli nel 1492 i corpi dei martiri e li collocò inizialmente nella chiesa della Maddalena, in quella occasione rinominata Santa Maria dei Martiri, in quanto era in quel periodo inutilizzata. Quando le monache della Maddalena fecero ritorno nel loro convento, le spoglie dei martiri furono quindi trasferite, probabilmente già nel 1497, nell'antica chiesetta di Santa Caterina e poste in una sorta di piccola cappella in laterizio sostenuta da angeli di marmo. In questa fase la città era guidata da re Federico d'Aragona, col quale iniziava per la chiesa di Santa Caterina una nuova e più ricca storia; egli infatti la concesse nel 1499 ai padri domenicani della Congregazione riformata di Lombardia, che ricostruirono l'attuale edificio sacro e lo tennero senza interruzione fino al 1806, quando fu decretata la soppressione del monastero per volontà di Gioacchino Murat.
La costruzione della nuova chiesa, con chiari influssi toscani, avvenne dunque agli inizi del Cinquecento su un progetto attribuito ad Antonio Fiorentino della Cava ed eseguito dall'architetto settignanese Romolo Balsimelli, registrato al cantiere nel 1519, mentre al 1514 risale la conclusione dei lavori al chiostro grande del monastero, opera certa dello stesso Fiorentino della Cava. Contribuirono al finanziamento dei lavori diverse famiglie nobiliari della città, tra le quali gli Acquaviva d'Atri, i Sanseverino di Bisignano e, soprattutto, grazie agli Spinelli di Cariati, ai quali verrà concesso di avere una cappella persino nella zona presbiteriale. La nuova chiesa assunse sin dal principio l'aspetto che tuttora ha; testimonianza di ciò è la mappa della città del 1566 di Dupérac-Lafréry, che mostra la chiesa già simile a come poi sarà completata ventisette anni più tardi, nel 1593. Terminata la nuova chiesa domenicana di Santa Caterina le spoglie dei martiri d'Otranto, nel 1574, furono ricollocate sotto l’altare del Rosario, nel transetto destro.

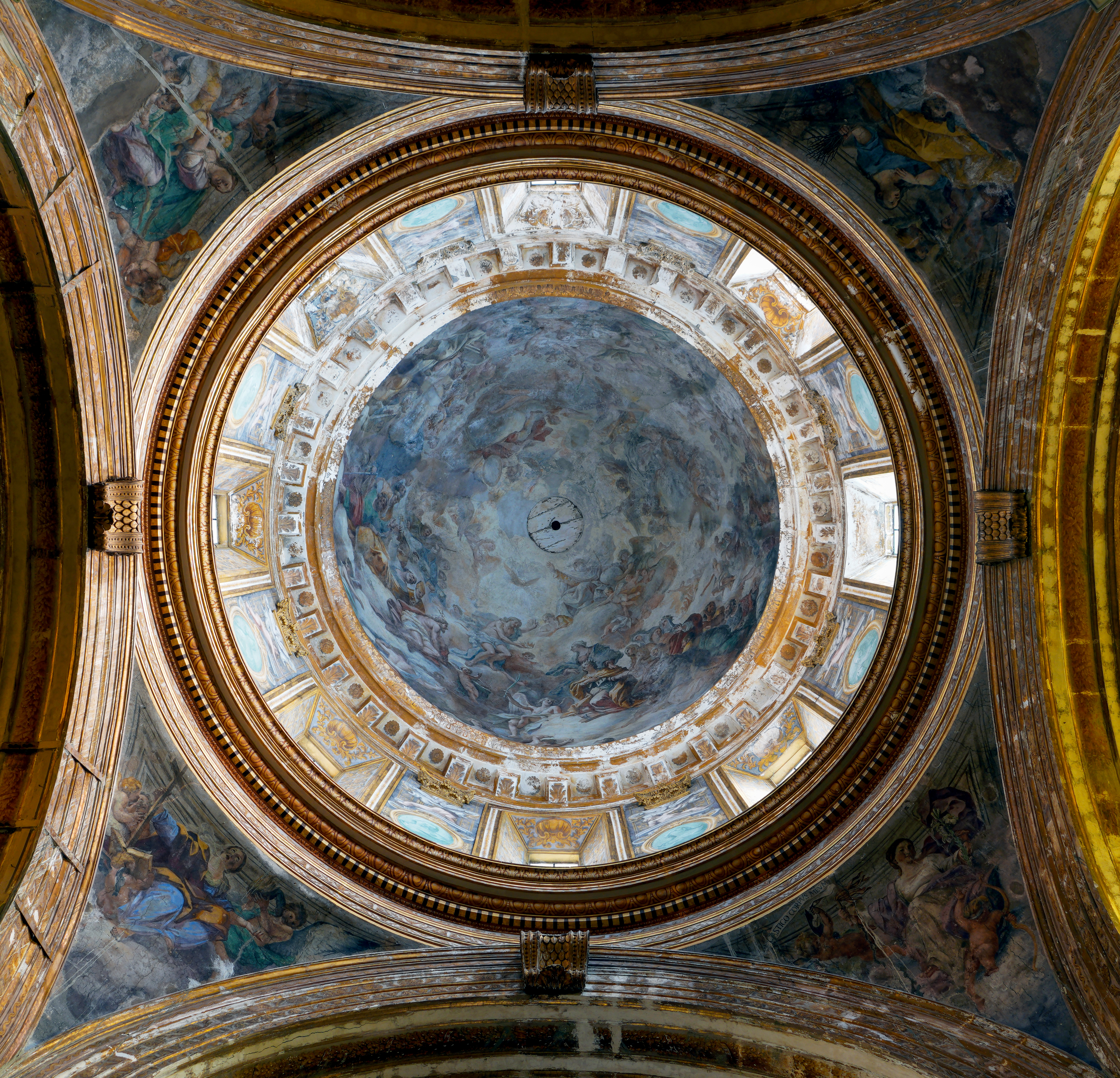
Interno della cupola

Nel 1659 fu rifatto il portale marmoreo principale, ornato con la statua della santa titolare e interamente opera di Francesco Antonio Picchiatti. Verso la fine dello stesso secolo e fin anche la prima metà del Settecento la navata subì radicali restauri che tuttavia non ne modificarono le linee rinascimentali architettoniche, ma videro sovrapporsi ad esse decorazioni scultoree e pittoriche di gusto essenzialmente barocco. Le pitture e gli affreschi dell'interno appartengono tutti essenzialmente a questi due secoli e furono eseguiti da autori quali Luigi Garzi, Paolo De Matteis, Santolo Cirillo, Guglielmo Borremans, Giacomo del Pò e da Giuseppe Simonelli; le opere scultoree sono databili tra il XVI e il XVIII secolo e appartengono invece ad Annibale Caccavello, Pietro Benaglia, Giovan Battista Colombo e Matteo Bottiglieri. L'impianto rinascimentale dell'edificio, che quindi non venne mai alterato rispetto all'originale cinquecentesco, venne da sempre molto apprezzato dalla critica locale; nella guida di Napoli scritta nell'anno 1724, infatti, il canonico Carlo Celano ritenne la cupola come la prima nel suo genere architettonico a Napoli: «[...] fu passata in quei tempi per una meraviglia, essendo la prima che fusse stata in questa nostra città: e questa è servita d'esempio all'altre, che sono state fatte appresso [...]». Tra il 1706 e il 1708 intanto, sul sagrato fu eseguita per commissione della Deputazione del Tesoro l'edicola di San Gennaro. Nel 1739 invece, le reliquie dei Martiri di Otranto furono ancora spostate, questa volta nella seconda cappella di sinistra.
Nel corso dell'ottocento, ci fu prima la soppressione dell'Ordine domenicano avvenuta nel 1806 per volere di Giovacchino Murat e poi, a partire dal 1815, per volere del nuovo re di Napoli Ferdinando I delle Due Sicilie, gran parte del monastero fu riadattato a nuovi usi, tra cui quello di lanificio militare. Nei 1901 invece le reliquie dei Martiri di Otranto furono un'altra volta spostate, trovando definitiva ubicazione all'interno della quarta cappella di sinistra della chiesa. La chiesa subì infine gravi danni alla sua staticità in occasione del terremoto dell'Irpinia del 1980, venendo interessata da lunghi e importanti lavori di restauro.

## Descrizione

### Pianta
| 1. Navata 2. Cappella Tocco 3. Cappella dei domenicani 4. Cappella de Sylva 5. Cappella dei Martiri d'Otranto 6. Cappella di Santa Caterina d'Alessandria 7. Cappellone di San Domenico 8. Abside 9. Cappellone del Rosario 10. Presbiterio (cappella Spinelli) e cupola 11. Cappella di San Vincenzo Ferrer e san Pio V 12. Cappella Acciapaccia (o Tomacelli) 13. Cappella della Pentecoste 14. Cappella de Castellis 15. Cappella di San Giacinto | Pianta |

### Interno

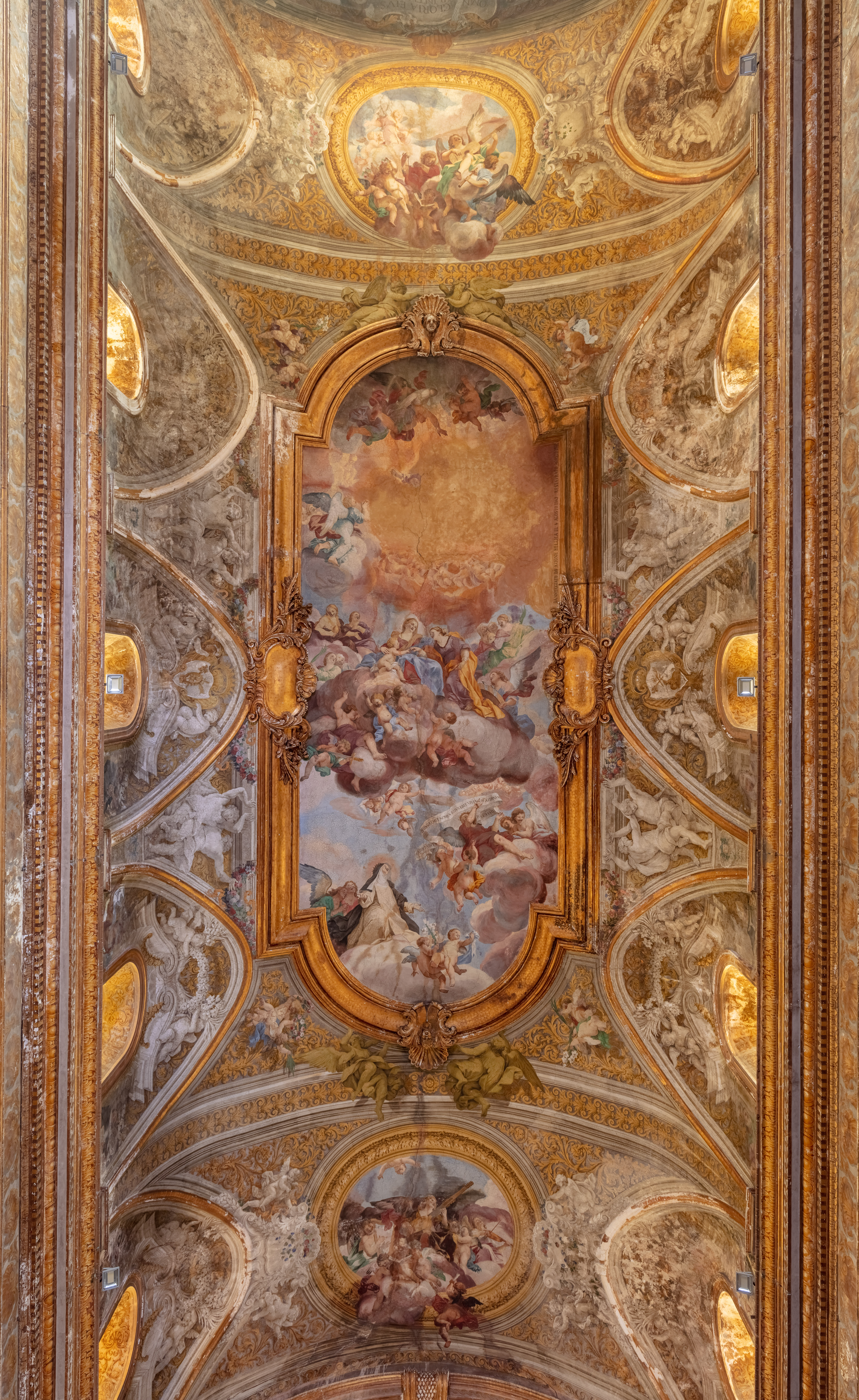
Luigi Garzi, Nozze mistiche di santa Caterina d'Alessandria, 1695 circa

L'interno è a croce latina ad una navata, coperta a botte e su cui si aprono le cappelle. Queste sono cinque per lato con copertura anch'esse botte e a base pressoché quadrata, in tal modo il transetto non sporge dal perimetro perfettamente rettangolare della chiesa. L'abside infine è ampia, quadrata e anch'essa coperta da una volta a botte.
Il pavimento marmoreo, su cui sono incastonate lastre sepolcrali cinquecentesche, risale alla metà del seicento ed è opera di Francesco Antonio Gandolfi, che si occupò di realizzare nello stesso periodo anche il pulpito monumentale. Al centro della chiesa si apre sul pavimento un accesso alla cripta delle consorelle del Santissimo Rosario; l'apertura avviene in corrispondenza di una lapide che si trova al centro della navata principale, dove sono raffigurate in stiacciato quattro donne in preghiera con il rosario tra le mani. Scesi nella cripta si possono ancora riconoscere i resti di due scheletri di donne che stringono un rosario tra le mani, una delle quali è posta ai piedi di un altare sormontato da un affresco della Madonna del Rosario.
La controfacciata presenta l'affresco del Martirio di santa Caterina di Luigi Garzi e sempre dello stesso autore è l'affresco con le Nozze mistiche di santa Caterina d'Alessandria che decora la volta della navata; entrambe le opere sono databili al 1695 circa. All'altezza della crociera si eleva la notevole cupola, slanciata su un alto tamburo, con all'esterno lesene corinzie in piperno e il fondo di colore bianco. La stessa vede nei peducci gli affreschi del 1698 della Fede, Castità, Penitenza e Mansuetudine ancora del Garzi mentre al centro fu compiuta nel 1712 da Paolo De Matteis la scena della Madonna, santa Caterina e i patroni di Napoli che implorano la Trinità a favore della città.
L'abside ospita preziosi stalli lignei del 1566, opera del celebre maestro lombardo Benvenuto Tortelli, ed è infine affrescato nella volta da Guglielmo Borremans con il Trionfo di Giuditta, mentre alle pareti laterali sono affrescate in due grandi scene un Miracolo di San Domenico e il Mosè fa scaturire le acque, entrambi di Nicola Russo, allievo di Luca Giordano.

#### Cappelle di sinistra
La prima cappella di sinistra è di proprietà della famiglia Tocco seppur è chiamata anche degli Innocenti. La nascita e l'attribuzione della cappella alla famiglia di origini longobarde è documentata dallo stemma nobiliare posto sul pavimento maiolicato e dalla data che è incisa sopra, recante l'anno 1554. Nella cappella sono conservati monumenti funebri di una famiglia patrizia napoletana e una pittura del 1586, tra cui una Madonna con Bambino e santi Giacomo Maggiore e Minore, prima opera documentata di Francesco Curia. La cappella è anche chiamata degli innocenti perché al suo interno era custodita la tavola quattrocentesca di Matteo di Giovanni della Strage degli innocenti, oggi al Museo nazionale di Capodimonte.
La seconda cappella (dei domenicani) è legata al domenicano Vincenzo Maria Orsini, vescovo di Benevento nel 1686, poi papa nel 1724 con il nome di Benedetto XIII. Il legame dell'Orsini con l'ordine religioso di santa Caterina d'Alessandria era così forte che nel convento diverse sale erano destinate unicamente ad ospitare il vescovo durante i suoi soggiorni a Napoli. Oltre alle reliquie di san Vincenzo martire, san Eliodoro martire, sant'Innocenzo martire, nella cappella, ornata nella volta con stucchi in stile barocco napoletano, è presente un dipinto del 1732 di Antonio Gamba di Papa Benedetto XIII tra i santi domenicani.

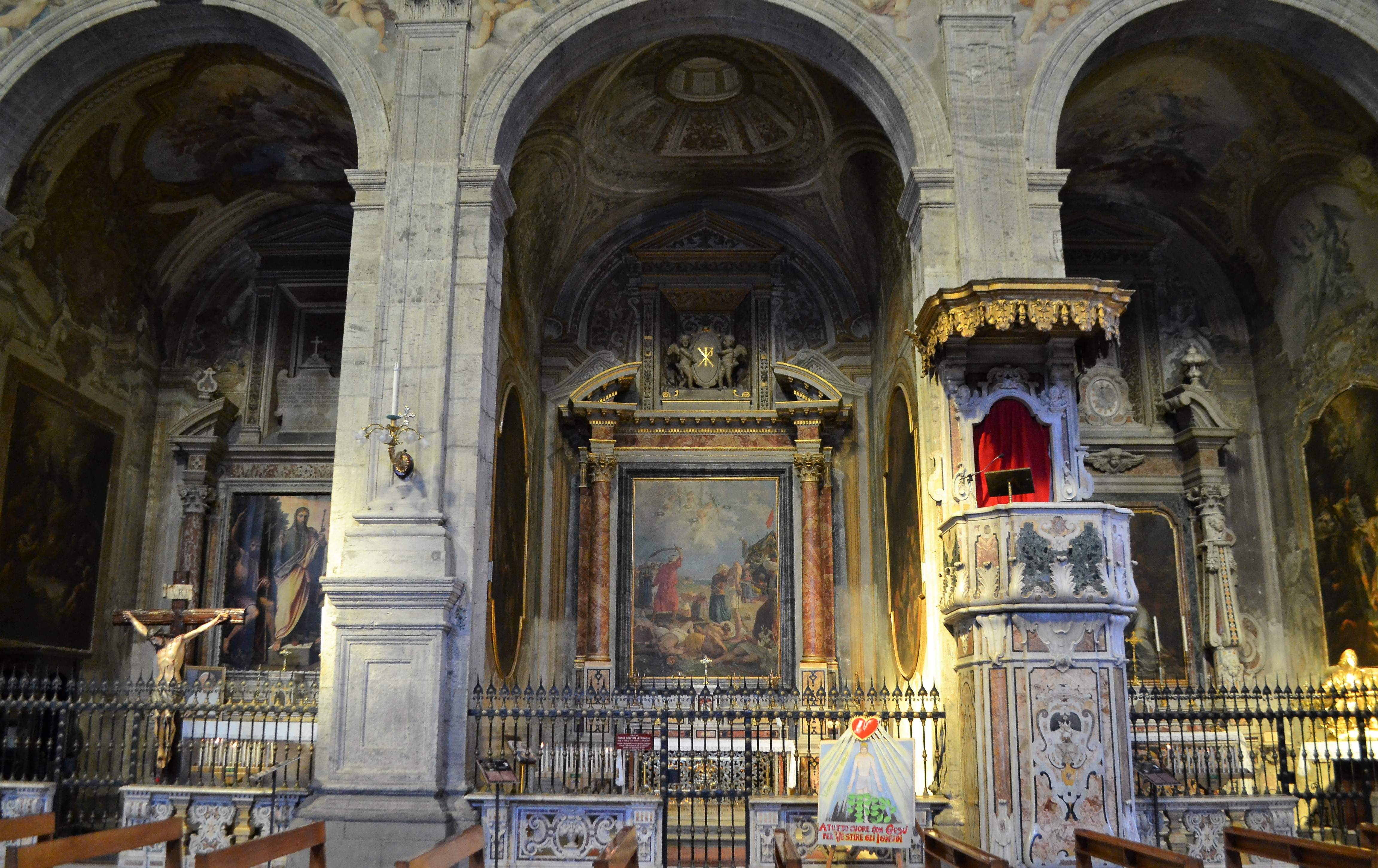
Scorcio della terza, quarta e quinta cappella di sinistra

La terza cappella è di proprietà della famiglia de Sylva e intitolata a san Giacomo. La targa tombale datata 1536 posta sul pavimento certifica l'attribuzione della cappella alla famiglia portoghese, di cui un successivo esponente, Vincenzo Maria, vescovo di Calvi, avviò nel 1698 dei lavori di abbellimento all'ambiente commissionando una tavola centrale raffigurante San Giacomo tra i santi Giovanni e Pietro, della scuola di Silvestro Buono, e tre opere di Giuseppe Simonelli, due dipinti per le pareti laterali, La predica di San Giacomo e il Martirio di San Giacomo, e un affresco sulla volta con la scena di San Giacomo in gloria.
La quarta cappella, un tempo dedicata alle storie della Vergine, oggi è interamente dedicata ai Martiri d'Otranto custodendo sotto l'altare in marmi policromi 240 reliquie appartenenti ai martiri della città pugliese, uccisi decapitati dai turchi il 14 agosto del 1480 per non aver rinnegato la propria fede, tra cui quelle dei 2 capitani che protessero Otranto e che morirono uccisi durante l'attacco: Francesco Zurlo, con suo figlio e Giovanni Antonio Delli Falconi. Le reliquie (di cui sono alcuni crani pressoché integri) furono collocate nella cappella intorno al 1901, entro un grande sarcofago posto sotto l'altare maggiore. Inizialmente l'ambiente era intitolato alla Visitazione per via di un dipinto che decorava la parete frontale, poi sostituito da una pala di inizio Novecento di Luigi Scorrano raffigurante il Martirio di Antonio Primaldo; alle pareti laterali sono addossati due dipinti di Luigi Garzi con la Natività di Maria a sinistra e le Nozze della Vergine a destra. Dopo la recognitio canonica effettuata tra il 2002 e il 2003 si è ribadita l'autenticità delle urne reliquiarie.
La quinta e ultima cappella di sinistra, infine, è da sempre stata dedicata a santa Caterina d'Alessandria e fu interamente decorata da Giacomo del Pò che eseguì nel 1714 sia il ciclo di affreschi sulla volta, con la Madonna col Bambino e angeli, sia le pitture alle pareti, con Santa Caterina che rifiuta di sacrificare agli idoli e La santa che disputa con i savi, che quella sull'altare maggiore, dov'è La decollazione di Santa Caterina. La cappella, così come tutta la chiesa in generale, riporta sia simboli domenicani (colori bianco e nero, un cane adagiato su di un libro che porta in bocca un rotolo) che simboli che richiamano la vita di santa Caterina d'Alessandria (una spada, una ruota uncinata spezzata e una testa mozza coronata); il pavimento è invece decorato con maioliche del cinquecento.

#### Cappelle di destra
La prima cappella di destra è dedicata al santo domenicano Giacinto. Sulla volta è l'affresco di San Giacinto che ascende al cielo, mentre sulle pareti sono posti dipinti firmati e datati 1797 di Angelo Mozzillo: a sinistra è San Giacinto mentre salva la statua della Madonna e l'ostensorio, a destra il Santo mentre indica ai fedeli la croce e sull'altare la Madonna col Bambino e san Giacinto. Il pavimento presenta invece decorazioni in mattonelle maiolicate con al centro uno stemma nobiliare marmoreo.
La seconda cappella fu concepita nel 1549 e sin da subito fu di proprietà della famiglia de Castellis; le maioliche che caratterizzano il pavimento, datate 1576, vedono al centro dello stesso lo stemma proprio della famiglia titolare. L'ambiente è comunque interamente dedicato alle storie della vita di Gesù e ospita sopra l'altare un pregevole dipinto di Silvestro Buono sull'Adorazione dei Magi con le sante Caterina d'Alessandria e da Siena del 1597, mentre alle pareti laterali sono due dipinti raffiguranti la Fuga in Egitto e la Circoncisione del 1720 circa, opera di Paolo De Matteis, che realizzò al centro della volta anche l'affresco che ritrae Angeli in gloria nel paradiso.
La terza cappella, della Pentecoste (in origine di proprietà prima della famiglia Piccolo e poi nel 1549 di Girolamo Poma), ospita lavori di Paolo De Matteis databili intorno al 1712. A lui spetta infatti il ciclo decorativo della volta sulla Trinità e le tele alle pareti laterali con la Discesa dello Spirito Santo su san Filippo a destra e la Discesa dello Spirito Santo sui domenicani a sinistra; sull'altare maggiore invece è collocata una tavola cinquecentesca sulla Pentecoste attribuita a Silvestro Buono. Il pavimento presenta decorazioni in maioliche con al centro uno stemma nobiliare.

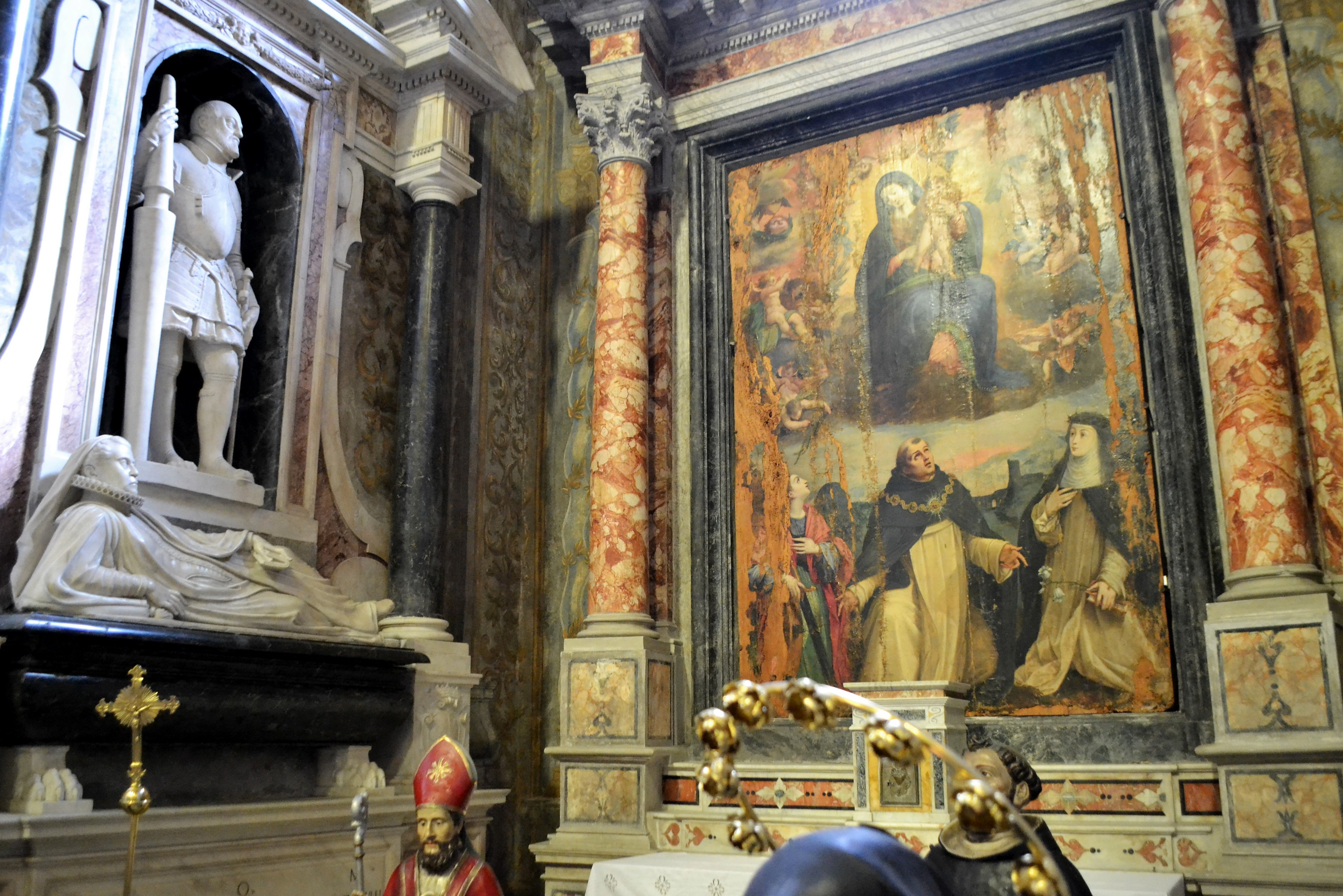
Cappella Tomacelli (particolare)

La quarta cappella di destra, di proprietà della famiglia Tomacelli (in origine a quella Acciapaccia), presenta un pavimento maiolicato della prima metà del Cinquecento ritraente lo stemma della famiglia Acciapaccia, un dipinto sull'altare maggiore eseguito dal fiammingo Wenzel Cobergher nel 1590 circa ritraente la Madonna col Bambino e con i santi Tommaso d'Aquino, Caterina d'Alessandria e Caterina da Siena e alle pareti tre monumenti funebri: a sinistra, datati 1604 circa, sono il monumento funebre a Federico Tomacelli, marchese di Chiusano, scolpito in piedi con armatura in dosso, e in basso il sepolcro della moglie Antonia Pisanelli, in posa semigiacente, mentre sulla parete destra è una lastra tombale scolpita da Annibale Caccavello nel 1552 e dedicata a Luigi Acciapaccia, primo proprietario della cappella, che la acquisì per 300 ducati nel 1544 e che la detenne fino al passaggio ai Tomacelli.
La quinta e ultima cappella di destra, dapprima di proprietà della famiglia Raviniano, i cui monumenti funebri cinquecenteschi furono spostati nel chiostro, fu destinata nel corso del Settecento a narrare le gesta di due domenicani ai quali fu poi intitolata: san Vincenzo Ferrer e san Pio V (che divenne papa nel 1566). Durante i lavori di adeguamento del XVIII secolo, a Santolo Cirillo si devono nel 1733 sia la tela all'altare, sui santi Vincenzo Ferrer e Pio V che adorano la croce, che gli affreschi alle pareti e nella volta, rappresentanti a sinistra San Pio V che contempla la croce, a destra San Vincenzo che resuscita un uomo e in alto i due santi circondati da angeli festanti. Il pavimento maiolicato risale invece all'originaria costruzione dell'ambiente, avvenuta nel 1539 ad opera di Luca Iodice.

#### Transetto
Il transetto ospita un complesso apparato decorativo nei due altari laterali mentre nella volta sono presenti tre ovali su cui sono gli affreschi del fiammingo Guglielmo Borremans, che tra il 1708 e il 1709 eseguì le Storie di san Domenico: a destra sono il San Domenico e la Vergine che placano l'ira del Redentore, al centro, con la Madonna appare a San Giovanni Evangelista e San Domenico che caccia gli infedeli ai lati; a sinistra invece la Gloria di san Domenico nel tondo centrale, mentre ai lati sono San Domenico che brucia i libri eretici e San Domenico che riceve in sogno la Vergine.

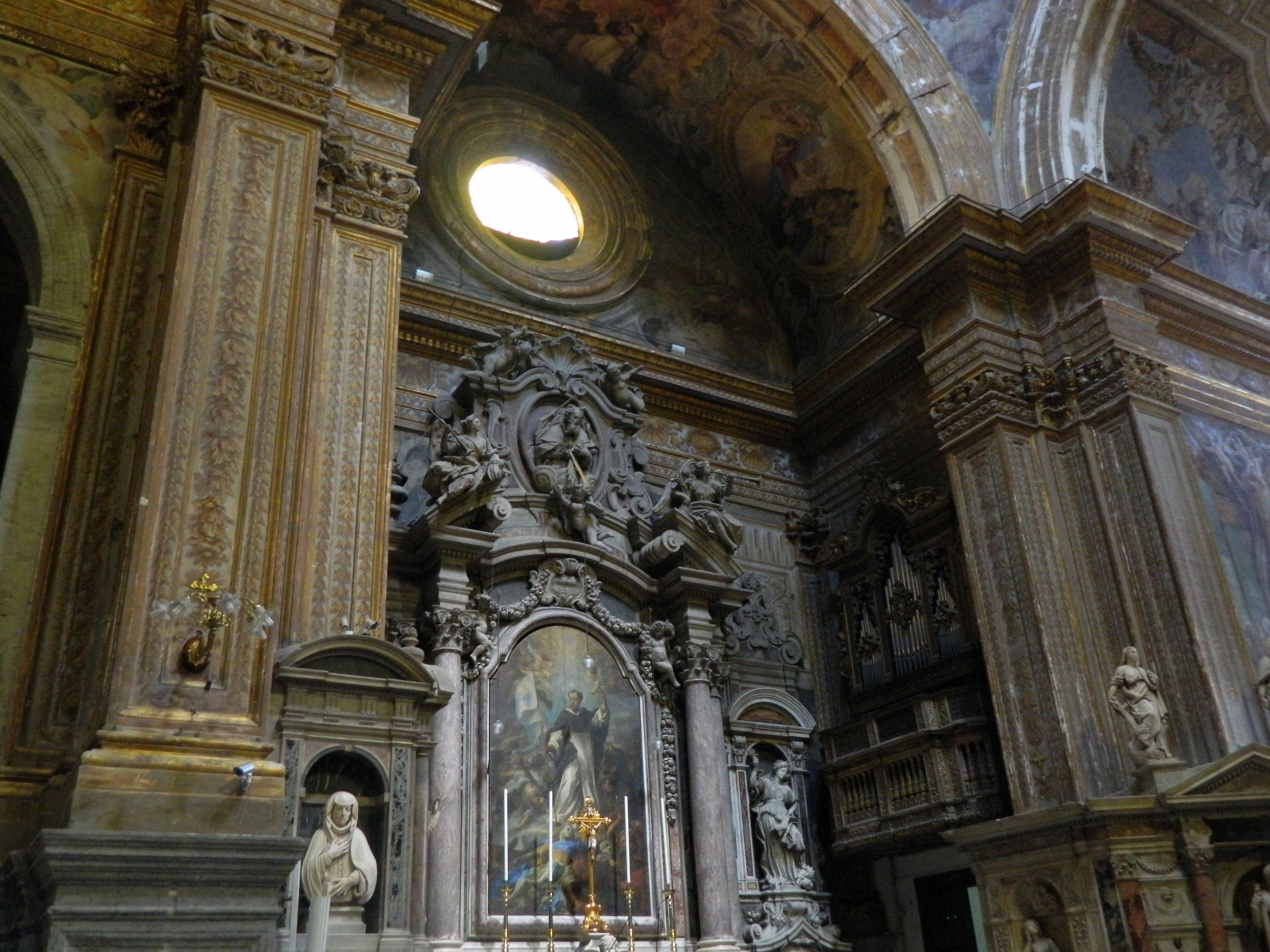
Vista sul transetto sinistro

Il cappellone del transetto sinistro vede insistere il maestoso altare di san Domenico, che fu realizzato da Lorenzo Fontana tra il 1715 e il 1717 su disegno di Ferdinando Sanfelice e che ospita una tela di Giacomo del Pò raffigurante San Domenico che sconfigge gli Albigesi. La pala è incorniciata da un complesso marmoreo che vede sul timpano la scultura dell'Eterno eseguita da Giacomo Colombo entro un tondo attorniato da due putti in alto e da due angeli musicanti in basso, tutti compiuti da Matteo Bottiglieri, mentre ai lati dell'altare si aprono due nicchie dove sono collocate due Virtù marmoree sempre del Colombo.

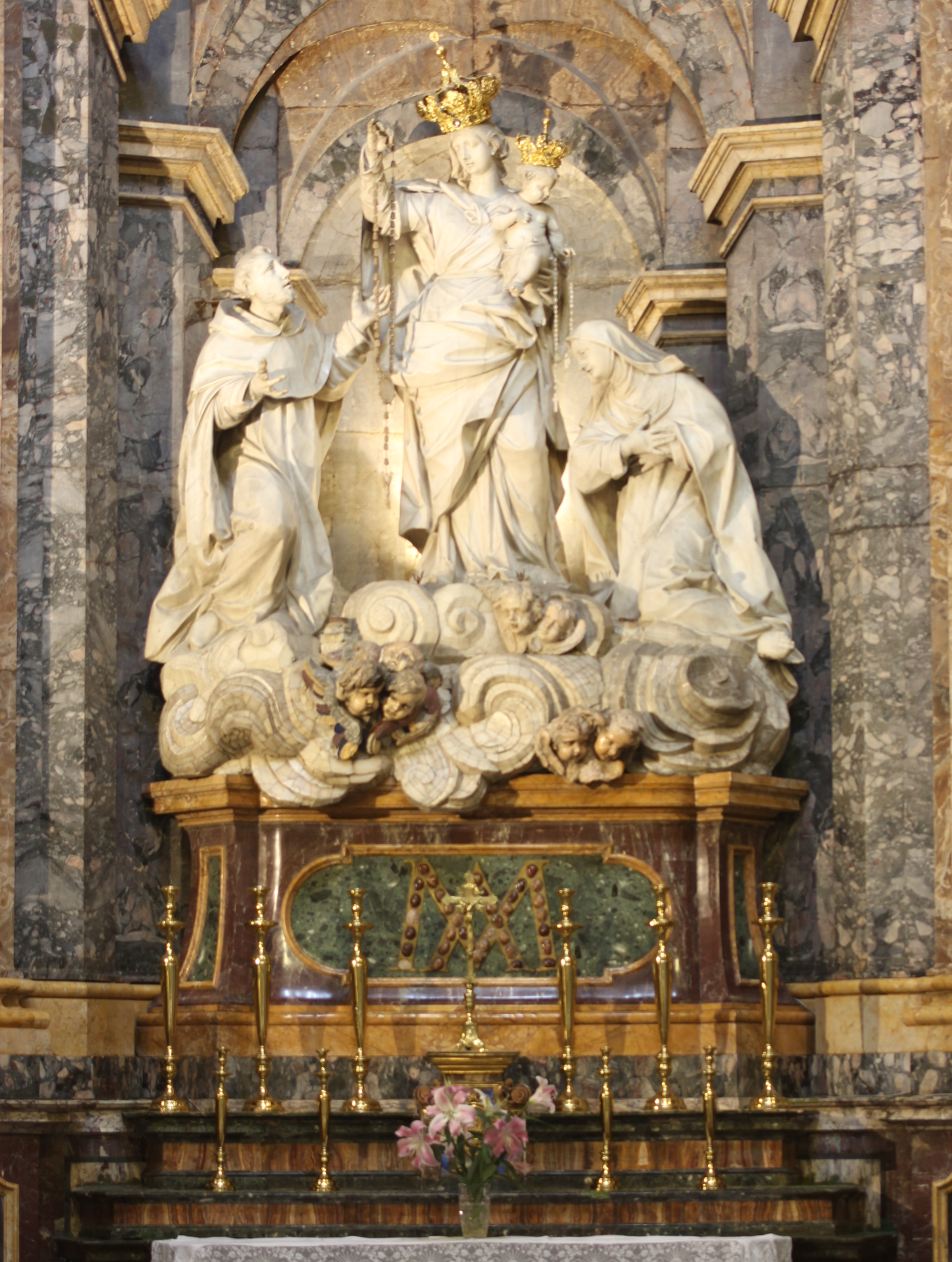
Il gruppo scultoreo della Madonna del Rosario nel transetto destro

Nel cappellone di destra è collocato l'altare del Rosario, progettato da Carlo Schisano nel 1736 e intitolato alla Madonna del Rosario, dove un altare in alabastro e marmi sorregge l'imponente gruppo scultoreo della Madonna del Rosario tra santa Caterina da Siena e san Domenico, opera attribuita al napoletano Paolo Benaglia. La lettura teologica che può essere avanzata sul gruppo scultoreo della Madonna del Rosario fa sì che la stessa scena ricordi la vittoria definitiva delle truppe cristiane sugli ottomani nella famosa battaglia di Lepanto, con la Madonna che intercede presso il figlio affinché fermasse l'avanzata dei turchi, impedendo in questo modo l'islamizzazione dell'Europa. Ai lati dell'altare e del gruppo marmoreo sono disposti 12 tondi (sei per lato disposti verticalmente) mentre sul timpano sono altri tre (disposti orizzontalmente) tutti raffiguranti in bassorilievo i Misteri del Rosario, opera dello stesso Benaglia.
In corrispondenza della parete presbiteriale dei due bracci del transetto, sono poste in posizione sopraelevata le due gemelle cantorie lignee intagliate della chiesa. Sulla cantoria di sinistra si trova l'organo a canne della chiesa, costruito nel 1718 dall'organaro napoletano Giuseppe de Martino. Lo strumento, a trasmissione integralmente meccanica originale, ha una tastiera di 45 note con prima ottava scavezza ed è inserito all'interno di una ricchissima cassa dorata e intagliata, con la facciata costituita da una grande serliana con varie decorazioni.

#### Presbiterio (cappella Spinelli)
L'area presbiteriale venne concessa alla famiglia Spinelli, principi di Cariati, che vollero allestire un'elegante quinta marmorea scenograficamente disposta ai lati dell'altare maggiore barocco, finanziato dagli stessi Spinelli e completato nel 1737. Il presbiterio quindi rappresenta di fatto la cappella degli Spinelli, dove si osservano sei monumenti sepolcrali dedicati alla famiglia nobiliare partenopea, eseguiti tutti tra il 1570 e il 1590 dal gruppo di scultori napoletani composto da Giovanni Domenico e Girolamo D'Auria, Annibale e Salvatore Caccavello, e dal lombardo Silla Longhi.

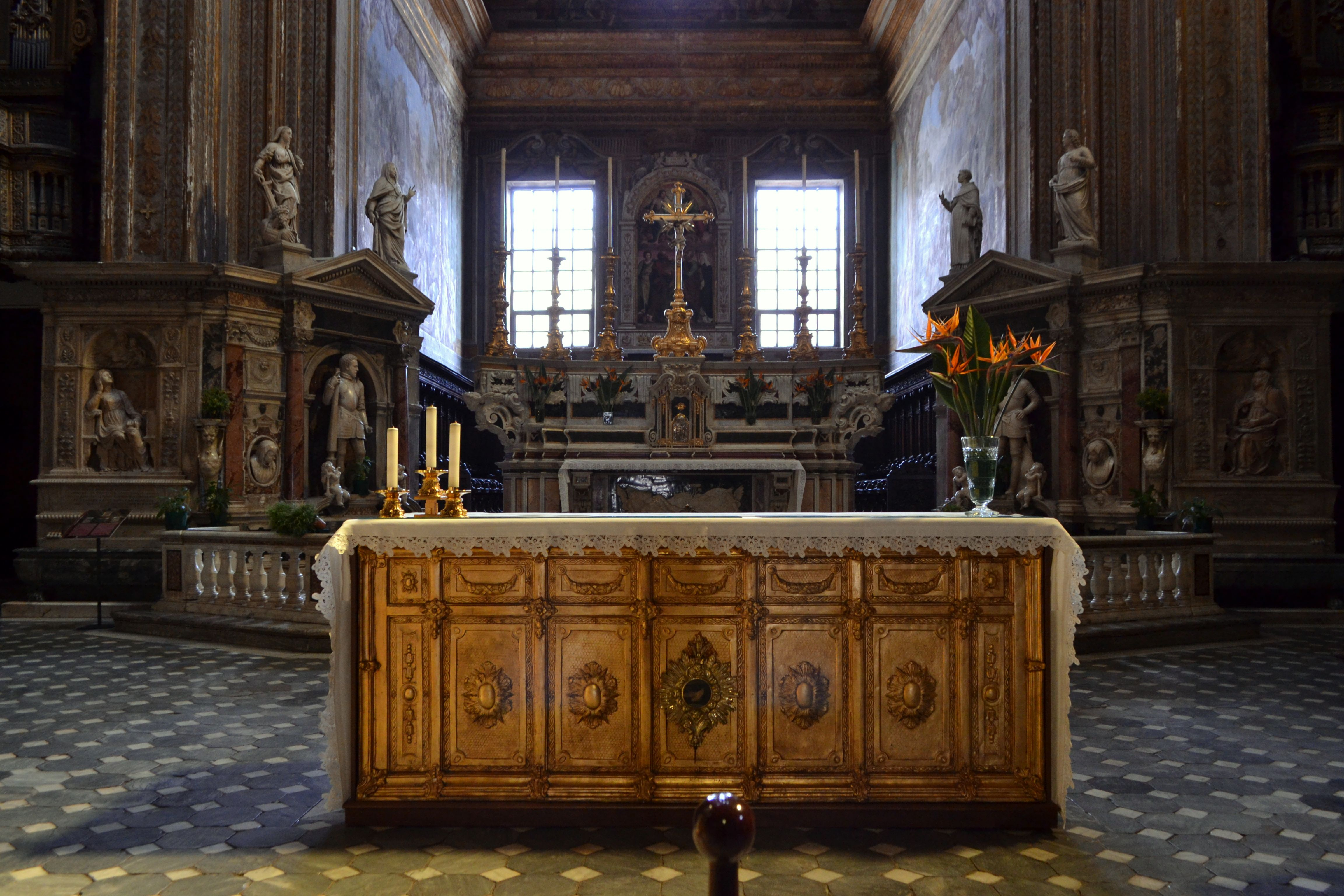
Presbiterio con in fondo l'altare maggiore marmoreo al centro e ai lati quattro monumenti funebri agli Spinelli

Ai lati dell'altare maggiore, addossati angolarmente ai due pilastri più prossimi all'abside, sono due cappelle marmoree dove da una nicchia si affaccia la scultura del defunto Spinelli. A destra è il monumento funebre a Traiano Spinelli, principe di Scalea, morto nel 1566, e alla moglie Caterina Orsini; a sinistra è quello di Giovanni Vincenzo Spinelli, duca di Castrovillari morto nel 1576, e di sua moglie Virginia Caracciolo. Entrambi i monumenti vedono i due nobili napoletani ritratti in piedi e con armatura in dosso, com'era uso fare nei sepolcri dei nobili condottieri; le rispettive consorti invece sono ritratte a mezzo busto e si affacciano entro un tondo laterale al monumento. Sui timpani dei due sepolcri inoltre si innalzano le statue in piedi dei santi Vincenzo Ferrer e Giovanni Evangelista, su quello a Traiano Spinelli, e quelle di Santa Caterina d'Alessandria e la Madonna sopra quello di Vincenzo Spinelli.
Ancora altri due monumenti agli Spinelli, sempre sui due pilastri absidali, però addossati alle facciate rivolte verso la navata, sono inoltre a destra quello di Isabella Spinelli, contessa di Nicastro, morta nel 1580 e il cui autore dell'opera è Salvatore Caccavello, a sinistra invece quello di Dorotea Spinelli, contessa di Falena, morta nel 1570 e opera di mano di Giovanni Domenico D'Auria. Entrambi i sepolcri vedono le due figure femminili raffigurate sedute e in stato di contemplazione, la prima del Padre Eterno, eseguito a mezzorilievo sempre da Salvatore Caccavello, la seconda della Madonna, quest'ultima eseguita invece da Annibale Caccavello e ancora a mezzorilievo.
I due monumenti funebri invece addossati ai pilastri della crociera più prossimi alla navata sono: a sinistra, quello di Carlo Spinelli, duca di Castrovillari, morto nel 1609, con anche il ritratto a mezzo busto della moglie Eleonora Crispano che si affaccia da una piccola cappella addossata sul lato sinistro; a destra è invece la tomba di Ferdinando Spinelli, vescovo di Nicastro prima e Policastro poi, morto nel 1592.
Altre lapidi agli Spinelli o alle loro mogli sono infine disposte lungo il pavimento del presbiterio.

#### Sacrestia
Una porta posta al lato dell'altare del cappellone del transetto sinistro conduce alla sacrestia, che, seppur di architettura rinascimentale, presenta una decorazione pittorica prettamente settecentesca.
Alla parete frontale è posta la pala di Tommaso Crosta sulla Predica di san Domenico, mentre sulla volta sono affreschi dello stesso Crosta che compì al centro del soffitto una Madonna in gloria. Il pavimento in maioliche del Settecento presenta elementi decorativi floreali e animali tipici del periodo napoletano, mentre lungo le pareti scorre l'originaria mobilia intagliata da Martino Migliore nel 1587.

## Monastero
Il complesso monumentale risulta attualmente parcellizzato tra innumerevoli piccole aziende private, perdendo di conseguenza l'originaria rilevanza architettonica

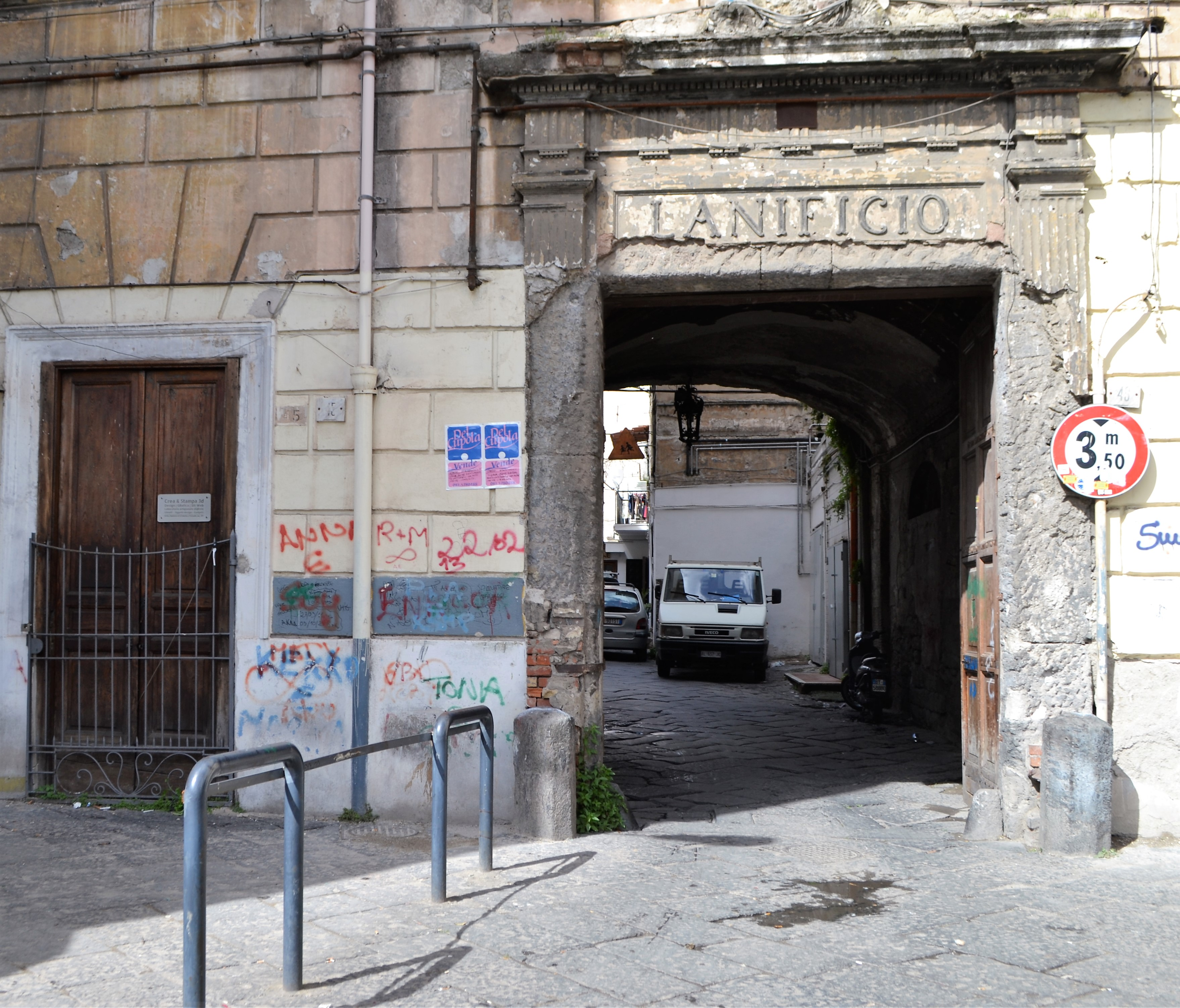
Portale d'ingresso del monastero: in alto si conserva ancora l'insegna ottocentesca di Lanificio militare

I chiostri di Santa Caterina a Formiello sono due: quello piccolo e quello grande. Il minore è fortemente rimaneggiato da interventi successivi e conserva resti di affreschi tardo cinquecenteschi alle pareti. Inoltre ospita due sepolcri già in chiesa, nella cappella Raviniano: uno di Giacomo Guindazzo ed Ippolita Carmignano, degli anni 1520-32, e l'altro di Giovanni Raviniano e Lucrezia Forma, del 1539 circa. Al 1514 è invece documentato il chiostro grande, a due ordini di archi e pilastri di forme mormandee, tipici infatti sono i capitelli ionici, eseguito da Antonio Fiorentino della Cava. Nel 1806 ci fu la soppressione dell'ordine dei domenicani voluta da Gioacchino Murat, mentre a partire dal 1815, per volontà del nuovo re di Napoli Ferdinando I delle Due Sicilie, il monastero e i chiostri cambiarono destinazione d'uso portando quello piccolo a divenire Lanificio militare, subendo di conseguenza vaste alterazioni del disegno originario (tompagnature di arcate, copertura del chiostro piccolo affrescato) e la costruzione di diverse strutture (ciminiere, padiglione nel chiostro grande) che hanno però formato in pieno centro cittadino un singolare monumento di archeologia industriale.
Un saggio scritto dal domenicano Giovanni Ippolito afferma che dal 1611 è esistita una farmacia storica tra gli ambienti del complesso di Santa Caterina a Formiello. Il primo padre che la curò fu un certo fra' Donato d'Eremita, così rinomato da essere citato da un suo confratello cento anni dopo: questo accorrere era così numeroso che sembrava che nessuno si potesse sanare se non gli fossero stati somministrati i medicamenti della spezieria di S. Caterina a Formello per mano di fra Donato d'Eremita. L'ingresso al pubblico della farmacia è attualmente accessibile tramite una porticina in legno che si trova a sinistra dell'ingresso del monastero.
Di fianco alla chiesa, accessibile dal chiostro piccolo, si sviluppa la Confraternita del Santissimo Rosario che conserva una tavola del Rosario datata 1574 ed eseguita da Scipione d'Angelo Muto. Nel complesso era presente anche una ricca biblioteca, frutto per lo più di donazioni da parte di nobili napoletani legati all'edificio di culto, i cui testi che custodiva furono poi andati dispersi nel corso dei secoli.